# MUŻA
Le MUŻA (acronyme de Mużew Nazzjonali tal-Arti, en français : Musée National des Arts) est un musée d'art situé à La Valette, dans l'auberge hospitalière d'Italie. Inauguré en 2018, il est géré par Heritage Malta.
Entre 1974 et 2016, il était hébergé dans la Maison de l'Amirauté (en) et se nommait le Musée national des Beaux-Arts (en maltais : Mużew Nazzjonali tal-Arti ; en anglais : National Museum of Fine Arts).

## Historique

### Les collections nationales avant 1974
En 1958, le Musée national ouvre ses portes à l'Auberge de Provence : le rez-de-chaussée est occupé par les collections archéologiques, tandis que le premier étage accueille les beaux-arts. En 1974, ces derniers quittent l'Auberge de Provence, et le Musée national est renommé en Musée national d'archéologie.

### Le Musée national des Beaux-Arts (1974-2016)

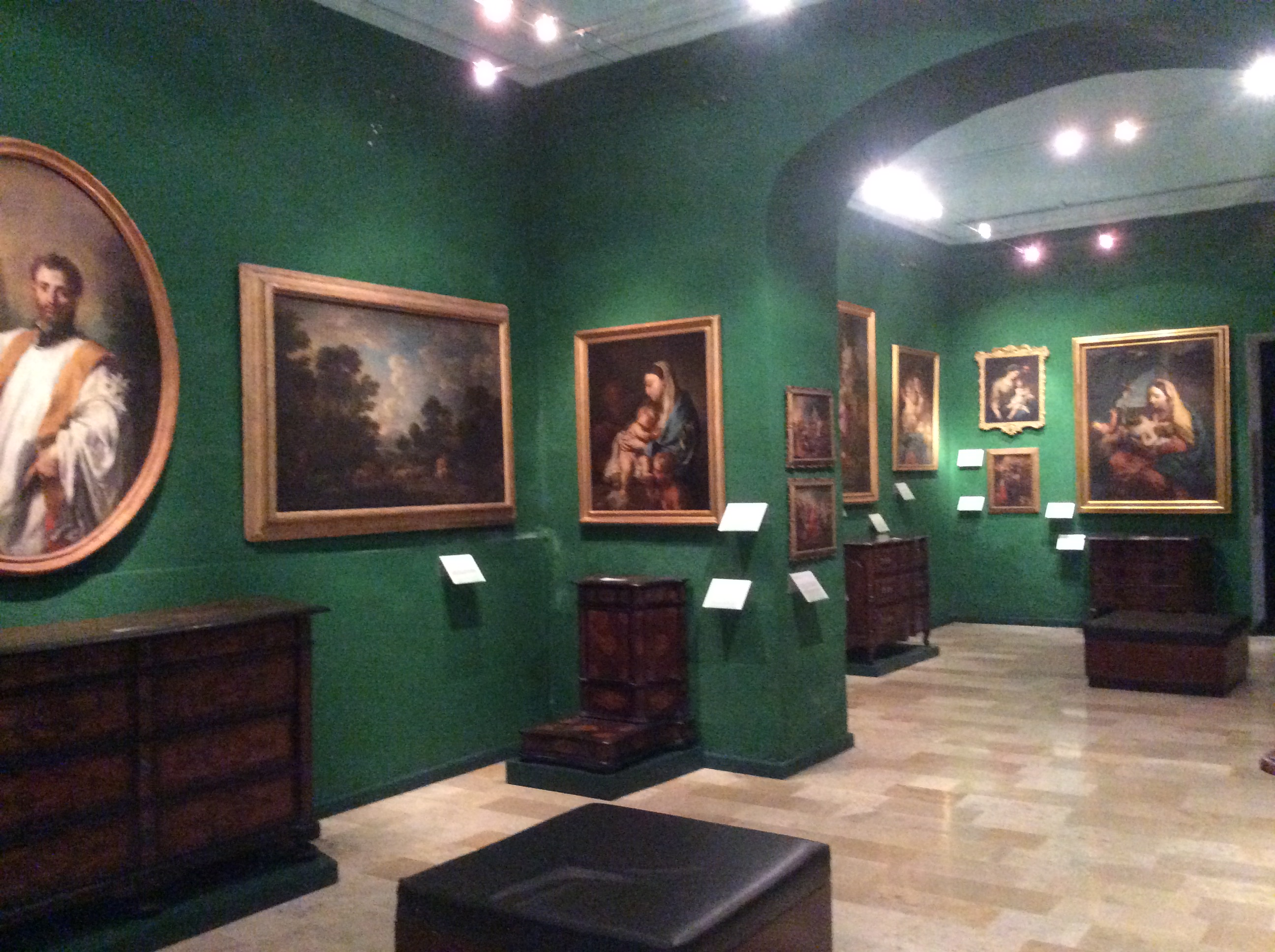
Intérieur du Musée national des Beaux-Arts en 2016

Le Musée national des Beaux-Arts est inauguré le 7 mai 1974 à la Maison de l'Amirauté (en) par Agatha Barbara, alors Ministre de l'éducation.

### Le MUŻA (depuis 2018)

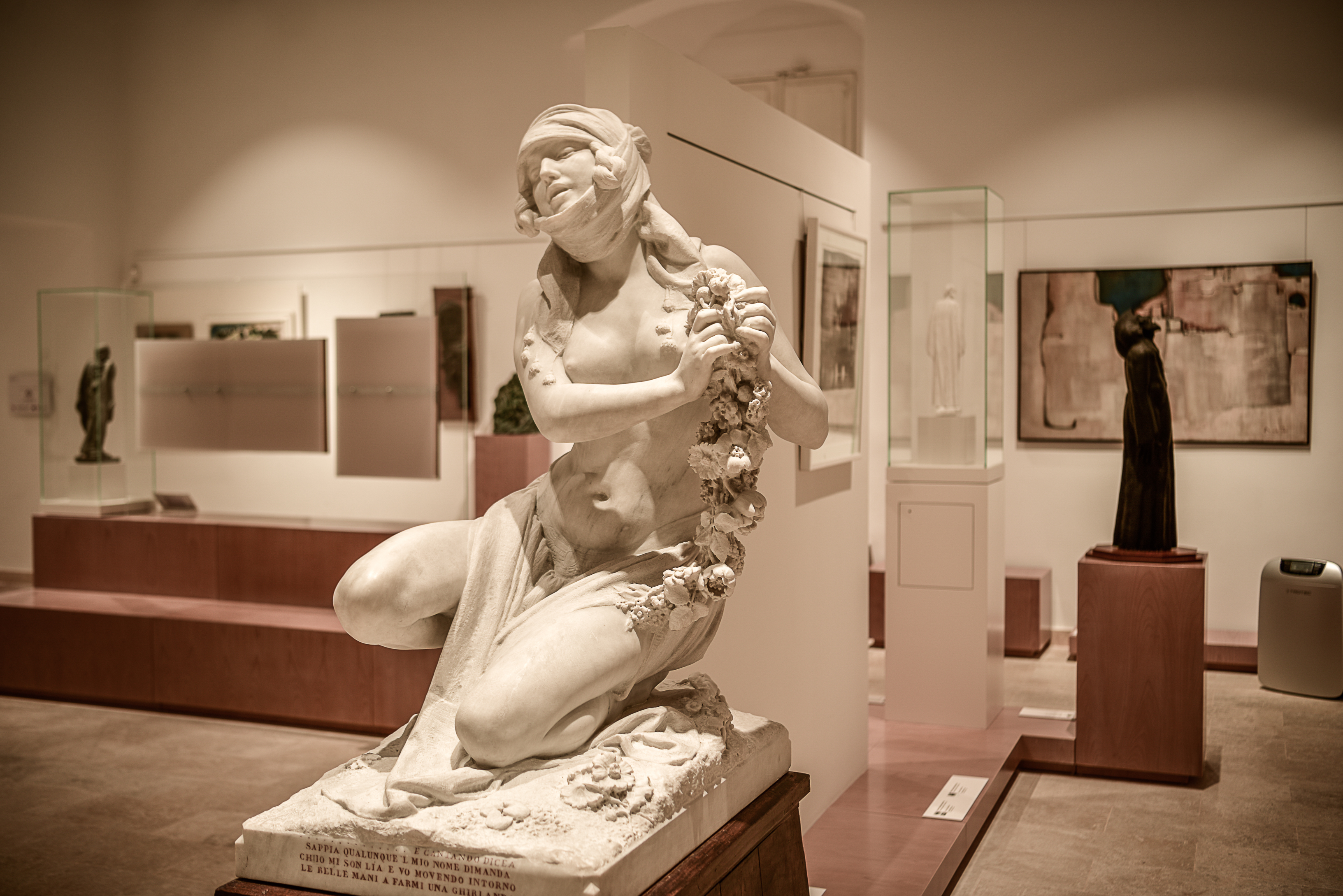
Intérieur du MUŻA en 2019

En 2013, l'idée d'un déménagement est émise :  le 2 octobre 2016, le Musée national des Beaux-Arts ferme ses portes à la Maison de l'Amirauté, pour les rouvrir à l'Auberge d'Italie le 10 novembre 2018, année où La Valette est désignée Capitale européenne de la culture,. Le musée porte dès lors le nom de MUŻA.

## Emplacement
L'Auberge d'Italie (en maltais : Berġa tal-Italja) est une auberge construite au xvie siècle pour accueillir les chevaliers de l'Ordre de Saint-Jean de langue italienne.

## Collections

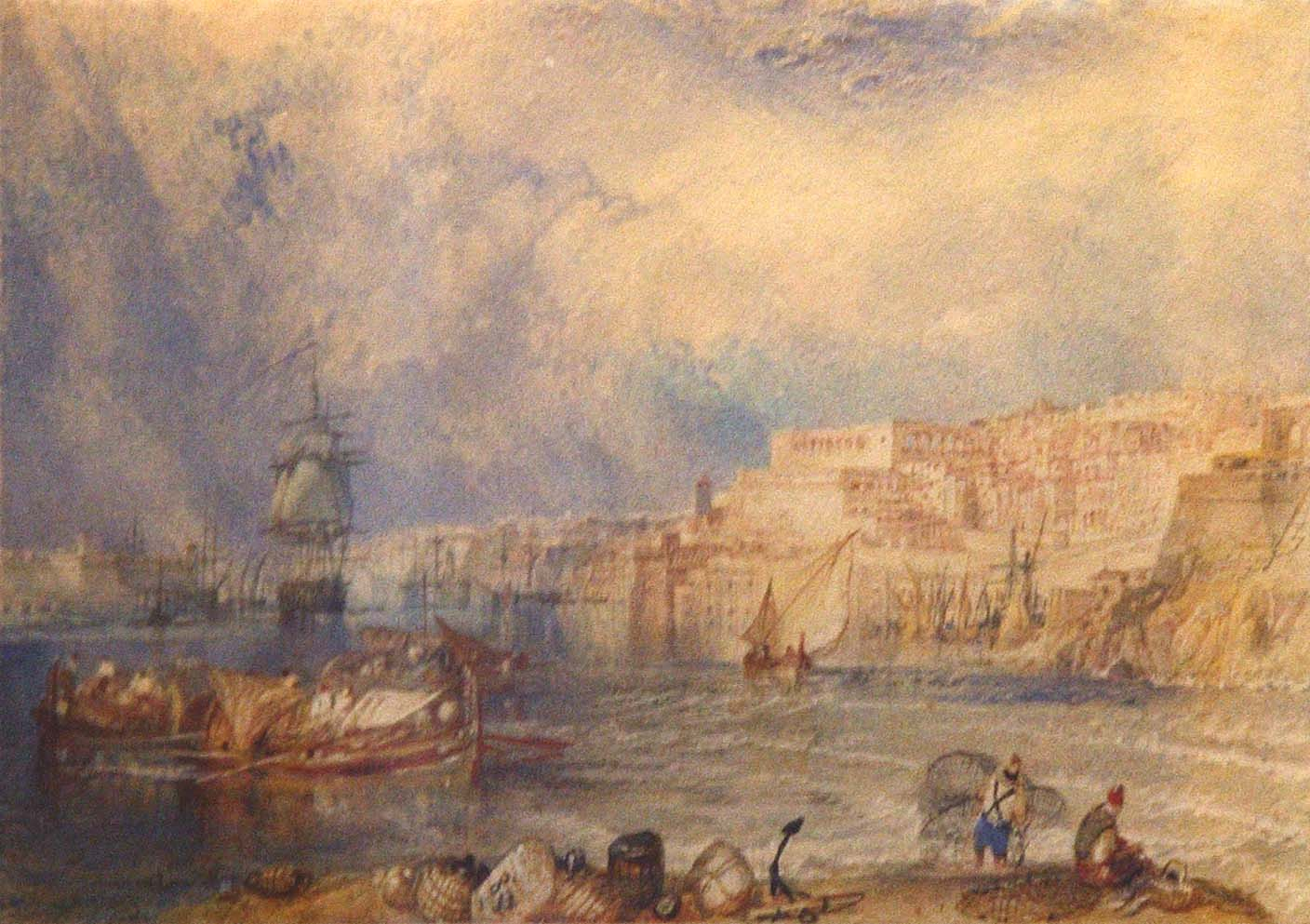
Vue sur Grand Harbour, par Turner

La collection permanente du musée comprend la plus grande collection de tableaux de Mattia Preti (1613-1699), exposée dans la Galerie Preti.
Parmi les autres tableaux exposés, on trouve : une Allégorie d'Anvers par Theodoor Van Thulden (1606-1669), Le Mariage mystique de sainte Catherine d'Alexandrie par Filippo Paladini (1544-1614), le Portrait d'une inconnue par un suiveur de Jan van Scorel (1495-1562), un Judith et Holopherne par Valentin de Boulogne (1591-1632), un Christ ressuscité embrassant la Croix par Guido Reni (1575-1642), La Visite par Antoine Favray (1706-1798), Femme orientale voilée avec parasol par Amadeo Preziosi (en) (1816-1882), Mort de Dragut par Giuseppe Calì (en) (1846-1930), un Autoportrait par Giuseppe Hyzler (en) (1787-1858), une Vue de la baie de San Ġiljan par Edward Lear (1812-1888), une Vue de Grand Harbour par Joseph Mallord William Turner (1775-1851), Marì tal-bajd par Esprit Barthet (en) (1919-1999), ou encore Scènes de rue par Giuseppe De Nittis (1846-1884).
Le musée expose également des sculptures, des cartes, des meubles, de l'argenterie et des vases en majolique.

## Voir également